# جوزيف فليرز
جوزيف فليرز مواليد 18 ديسمبر 1932 في بلجيكا - الوفاة 19 يناير 1995، كان لاعب كرة قدم بلجيكي كان يلعب في مركز الهجوم. سبق له أن لعب في كأس العالم لكرة القدم مع منتخب بلاده وذلك في مونديال عام 1954.

## المسيرة الاحترافية

### أندية لعب لها
- رودين فيريفينك
- بيرتشوت
- ستاندارد لييج

## روابط خارجية
- جوزيف فليرز على موقع الاتحاد الدولي (مؤرشف)  (الإنجليزية)
- جوزيف فليرز على موقع الاتحاد البلجيكي (الإنجليزية)
- جوزيف فليرز على موقع قاعدة بيانات كرة القدم.إي يو (الإنجليزية)
- جوزيف فليرز على موقع ناشيونال فوتبول تيمز (الإنجليزية)
- جوزيف فليرز على موقع Soccerway.com (الإنجليزية)
- جوزيف فليرز على موقع عالم كرة القدم.نت (الإنجليزية)